# Sokpop Collective
Sokpop Collective (kortweg Sokpop) is een Nederlands collectief van onafhankelijke computerspelontwikkelaars, bestaande uit Aran Koning, Tijmen Tio, Tom van den Boogaart en Ruben Naus. De studio werd in 2015 opgericht en is gevestigd in Utrecht.
Sokpop staat bekend om het ontwikkelen en uitbrengen van een nieuw computerspel per maand. Deze spellen worden voornamelijk verspreid via een abonnementsmodel op Patreon, waar abonnees toegang krijgen tot de nieuwste uitgaves. Daarnaast zijn de spellen afzonderlijk te koop via platforms zoals Steam en Itch.io. Het collectief heeft meer dan honderd spellen uitgebracht.

## Geschiedenis

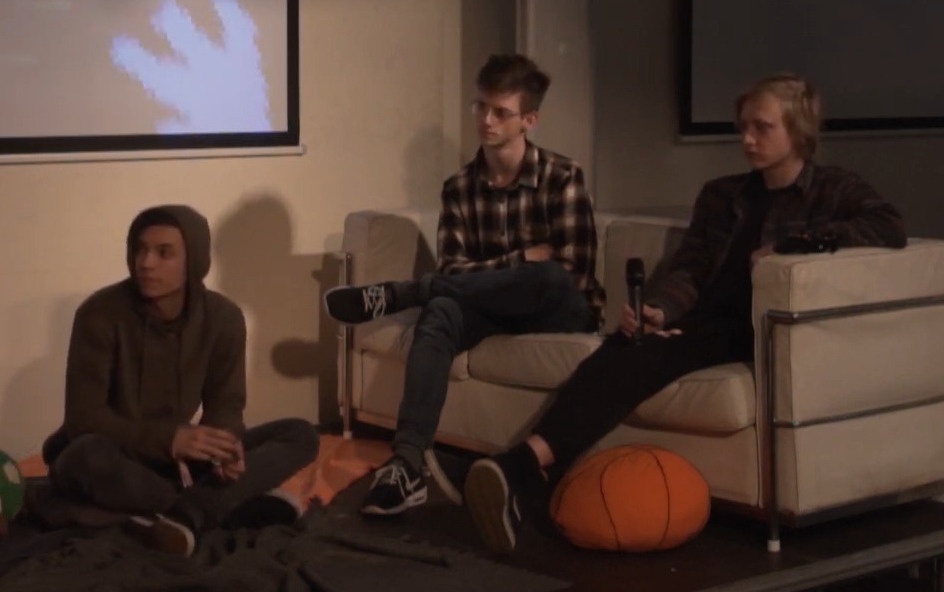
(v.l.n.r.) Tijmen Tio, Ruben Naus en Aran Koning tijdens Screenshake in 2017. Tom van den Boogaart was niet aanwezig.

Het collectief werd gevormd in 2015, nadat de leden elkaar in 2014 hadden ontmoet tijdens game jams in Utrecht. De oprichting van Sokpop werd gemarkeerd door de lancering van een Twitter-account. Het idee was om als een soort kunstcollectief te opereren, waarbij leden onder een gezamenlijke naam aan eigen projecten konden werken, wat de zichtbaarheid en onderlinge financiële ondersteuning ten goede zou komen. Het model was deels gebaseerd op het principe dat een succes van één lid het gehele collectief zou kunnen ondersteunen.
In 2016 begon het collectief na te denken over de mogelijkheden om Sokpop commercieel te laten groeien. Er werd geëxperimenteerd met verschillende modellen, waaronder het creëren van een album met spellen, genaamd Bamboo EP, en het aanbieden van tutorials, maar deze initiatieven waren aanvankelijk niet succesvol. In 2018 besloot het collectief het platform Patreon te gebruiken, waarbij abonnees voor drie dollar per maand elke twee weken een nieuwe spel ontvingen. Deze spellen waren tevens ook los verkrijgbaar via Itch.io. In mei 2018 verdubbelde het aantal Patreon-abonnees na de publicatie van een video over Sokpop op Polygon. In de beginperiode waren de inkomsten uit Patreon en Itch.io onvoldoende, waardoor de leden hun werkzaamheden voor Sokpop combineerden met freelance werk.
Elk lid was verantwoordelijk voor de ontwikkeling van één spel per twee maanden, wat doorgaans bestond uit een week prototyping, twee weken ontwikkeling en een laatste week voor polishing, bugfixes en promotie. Sokpop werkte vanuit een gedeelde kantoorruimte en hield elke maandag een vergadering om de voortgang te bespreken. Hoewel de leden voornamelijk aan hun eigen projecten werkten, gaven ze wederzijds ondersteuning en feedback.
In januari 2020 lanceerde Sokpop de volledige catalogus van hun spellen op Steam, wat leidde tot een aanzienlijke toename in inkomsten en grotere zichtbaarheid van hun werk. In december 2022 bereikte Sokpop de mijlpaal van honderd uitgebrachte spellen en besloot de frequentie van releases te verlagen om ruimte te maken voor de ontwikkeling van grotere en meer gepolijste spellen. In hetzelfde jaar behaalde het collectief groot succes met hun spel Stacklands op Steam.

## Ontwikkelde spellen

### Opvallende spellen
- Simmiland: Een god-simulatiespel met kaarten, waarin spelers een beschaving moeten leiden door kaarten te spelen die grondstoffen, dieren en rampen vertegenwoordigen.
- Bernband: Een "walking simulator" waarin spelers een buitenaardse stad kunnen verkennen.
- Stacklands: Een dorpbouwspel met kaarten, waarin spelers kaarten combineren om middelen te verzamelen, gebouwen te bouwen en hun dorp te verdedigen.

- Grunn: Een tuinierspel met een griezelige ondertoon, waarin spelers een tuin moeten opknappen.

### Overzicht
| Datum van uitgave | Titel                           |
| ----------------- | ------------------------------- |
| December 2016     | Bamboo EP                       |
| Januari 2018      | Bombini                         |
| Januari 2018      | Dr. Umgebung's School of Life   |
| Januari 2018      | Jut                             |
| Februari 2018     | King of the Sandcastle          |
| Februari 2018     | Moeras                          |
| Februari 2018     | New Colony                      |
| Maart 2018        | Dino Game                       |
| April 2018        | Driftwood                       |
| Mei 2018          | Hoco Poco                       |
| Mei 2018          | Kamer                           |
| Mei 2018          | Tomscape                        |
| Juni 2018         | Huts                            |
| Juni 2018         | Zoo Packs                       |
| Juli 2018         | Botanik                         |
| Juli 2018         | Spider Ponds                    |
| Augustus 2018     | Hoppa                           |
| Augustus 2018     | Llama Villa                     |
| Augustus 2018     | Simmiland                       |
| September 2018    | Oh Crab!                        |
| September 2018    | Soko Loco                       |
| Oktober 2018      | Doler                           |
| Oktober 2018      | Ollie & Bollie: Outdoor Estate  |
| Oktober 2018      | Visser                          |
| November 2018     | Frog Struggles                  |
| November 2018     | Skidlocked                      |
| December 2018     | Clutchball                      |
| December 2018     | Kraken's Curse                  |
| Januari 2019      | Capy Hoky                       |
| Januari 2019      | Peppered                        |
| Februari 2019     | Featherfall                     |
| Maart 2019        | Kart Kids                       |
| April 2019        | Bandapes                        |
| April 2019        | Passenger Seat                  |
| April 2019        | Sok-Stories                     |
| Mei 2019          | Pear Quest                      |
| Mei 2019          | Wamu Wamu 2                     |
| Juni 2019         | The Hour of the Rat             |
| Juni 2019         | Rook                            |
| Juli 2019         | Pilfer                          |
| Augustus 2019     | Bobo Robot                      |
| Augustus 2019     | Good Goods Incorporated         |
| Augustus 2019     | Sproots                         |
| September 2019    | Sunset Kingdom                  |
| Oktober 2019      | Brume                           |
| Oktober 2019      | Fishy                           |
| Oktober 2019      | Sokbots                         |
| November 2019     | Pupper Park                     |
| November 2019     | Soko Loco Deluxe                |
| December 2019     | Deer Hunter II                  |
| December 2019     | Goblet Cave                     |
| December 2019     | Uniseas                         |
| Januari 2020      | Blue Drifter                    |
| Januari 2020      | Labyrinth                       |
| Januari 2020      | N-Body                          |
| Januari 2020      | Penguin Park 3D                 |
| Februari 2020     | Chatventures                    |
| Februari 2020     | Sok-Worlds                      |
| Maart 2020        | Clickbox                        |
| Maart 2020        | Ginseng Hero                    |
| April 2020        | Disc Party                      |
| Mei 2020          | Popo's Tower                    |
| Mei 2020          | Yardlings                       |
| Juni 2020         | Helionaut                       |
| Juni 2020         | Lairchitect                     |
| Juli 2020         | Dead Run                        |
| Juli 2020         | Rock Paper Sock                 |
| Augustus 2020     | Flipper Volcano                 |
| Augustus 2020     | Pyramida                        |
| Augustus 2020     | Woodland Saga                   |
| September 2020    | Grey Scout                      |
| Oktober 2020      | Fishy 3D                        |
| Oktober 2020      | King Pins                       |
| Oktober 2020      | Skelets                         |
| November 2020     | Pipo Park                       |
| December 2020     | Bloks                           |
| December 2020     | Pocket Watch                    |
| Januari 2021      | Post Cards                      |
| Januari 2021      | Vissekom                        |
| Februari 2021     | Hamster All-Stars               |
| Februari 2021     | Wild-9                          |
| Mei 2021          | Toverblade                      |
| Juni 2021         | Beastrun                        |
| Juni 2021         | Kochu's Dream                   |
| Augustus 2021     | Aran's Bike Trip                |
| Augustus 2021     | Hellblusser                     |
| Oktober 2021      | Apocalich                       |
| Oktober 2021      | Heliopedia                      |
| December 2021     | Dungeonball                     |
| Januari 2022      | Luckitown                       |
| Februari 2022     | Di-Da-Dobble                    |
| Maart 2022        | Temple of Rubbo                 |
| April 2022        | Stacklands                      |
| Juni 2022         | Guardener                       |
| Juni 2022         | Tile Tale                       |
| Juni 2022         | White Lavender                  |
| Augustus 2022     | Tuin                            |
| Oktober 2022      | Ballspell                       |
| November 2022     | Springblades                    |
| November 2022     | Wurdweb                         |
| Februari 2023     | Berry People                    |
| Maart 2023        | Sokfest                         |
| Juli 2023         | Stacklands: Cursed Worlds (DLC) |
| Augustus 2023     | Frog's Adventure                |
| Oktober 2023      | Mistward                        |
| Juni 2024         | Clickyland                      |
| Augustus 2024     | Electric Fairyland              |
| Oktober 2024      | Grunn                           |
| Oktober 2024      | Stacklands 2000 (DLC)           |
| December 2024     | Hideko                          |

## Erkenning
Sokpop Collective heeft diverse prijzen en nominaties ontvangen voor hun bijdragen aan de computerspelindustrie. In 2022 werd Stacklands finalist in de categorie 'Excellence in Design' bij de 25e jaarlijkse Independent Games Festival Awards. Datzelfde jaar won Stacklands de prijs voor 'Beste Innovatie' tijdens de Dutch Game Awards, waar Sokpop ook de 'Awesome Achievement Award' ontving als erkenning voor hun vernieuwende benadering van computerspelontwikkeling. In 2024 werd Grunn bekroond met de A MAZE Digital Moment Award, en in 2025 werd het spel genomineerd voor de prijs 'Outstanding Achievement for an Independent Game' bij de D.I.C.E. Awards.